# Molnár Gusztáv (politológus)
Molnár Gusztáv (Szalárd, 1948. november 20. –) filozófus, politológus, geopolitikai szakember, szerkesztő. Álnevei: Bíró Péter, Gyömrői István.

## Életpályája
Nagyváradon érettségizett 1966-ban, a Babeș–Bolyai Egyetemen történelem-filozófia szakos diplomát szerzett 1971-ben. Pályáját a Kriterion Könyvkiadó bukaresti szerkesztőjeként kezdte, 1987. február 7-én azonban lakásán házkutatást tartottak, és kéziratokat koboztak el, majd eltávolították munkahelyéről. Rövid ideig egy filmforgalmazó fővárosi vállalat alkalmazottja. A további üldöztetések elől 1988 tavaszán Magyarországra távozott, ahol a romániai Limes-körben végzett munka folytatásaként elindította a Limes című közép- és kelet-európai figyelőt. A budapesti Magyar Napló Európa-rovatának szerkesztője, a Dunatáj Intézet megbízott vezetője. 1991–2003 között a budapesti Teleki László Alapítvány főmunkatársa. 2006-tól a nagyváradi Partiumi Keresztény Egyetem docense.

## Munkássága
Első írásai versek, a nagyváradi Fáklyában jelentek meg (1965). A Korunkban Az Erdélyi Fiatalok falumunkájáról című kritikai elemzésével jelentkezett (1970/7), a régi zárt falukutatás értékes mozzanatait egy új, korszerű társadalmi nyitás reményében idézve. Esszéivel A Hét, szemléivel az Utunk hasábjain találkozunk. Mint Bretter György tanítványa Az elmélet küszöbén című Forrás-kötetében Pascal- és Kafka-tanulmányok mellett óvatos vitába bocsátkozik mesterével (Levél Bretter Györgyhöz), leszögezve: „...reális útnak (és nemcsak a Te számodra) egyedül a teljes demitizálást tartom, amely nem elégszik meg egy meglevő fogalom- és kategóriarendszer újraértelmezésével, hanem azt egy alapjaiban más nyelvezettel helyettesíti”. E fenntartás ellenére az ő válogatásában jelent meg Bretter György gazdag filozófiai hagyatéka, az Itt és mást (1977), majd utószavával A kortudat kritikája című Bretter-kötet (1984).
Egymást követik filozófiai és politikai fejtegetései a Szövegek és körülmények (1974) című kötet keretében, illetve a Korunk hasábjain, ahol A kollíziós társadalommodell (1976/2) cím alatt értekezik. Munkatársa a kolozsvári Fellegvárnak (1978), A Hétben Gaál Gábor vagy Spectator? cím alatt száll vitába (1981/52), szerepel a Bábel tornyán című Echinox-válogatásban (1983).
A szövegek értelme című előadása a nagyváradi Ady Endre Művelődési Körben hangzott el (közölte a Korunk 1977/6). Tanulmányban elevenítette fel a vásárhelyi találkozó emlékét, s hozzákezdett egy, a régi mozgalmak szereplőivel való párbeszédsorozathoz (Kacsó Sándorral, Lakatos Istvánnal, Méliusz Józseffel), de a hatóságok megakadályozták e beszélgetések folytatását. Bevezető tanulmánya a fiatal Szabó Dezsőről még megjelenhetett az ifjúságra a század első felében nagy hatást gyakorolt író Életeim című posztumusz kötetének romániai kiadásában (1982), a Limes-kör első találkozóján elhangzott vitaindító előadása (1985) azonban már csak Budapesten látott napvilágot három év késéssel (Medvetánc, 1988/3).
Európai Napló című kétrészes tanulmányát pedig Párizsban (Bíró Péter álnéven) a Kende Péter szerkesztette Magyar Füzetek közölte (1979).
A Kriterionnál megjelent Ó, Anglia, Anglia... című munkájában (1984) rámutat az I. Károly abszolutizmusát megdöntő angol forradalom erőinek benső meghasonlására, példaként hivatkozva a levellerek ideológiai megnyilatkozásaira, melyek „döntő támpontok lehetnek számunkra e máig is nyitott társadalomelméleti és ideológiai kérdések helyes megközelítésében”.
A Cseke Péter válogatásában megjelent Nem lehet című kötethez, mely a Makkai Sándor távozása körül támadt vitaanyagot közli, Az összetartozás szabadsága című utószót írt (Budapest 1989), elemezve az Erdélyt elhagyó püspök végzetes ellentmondásait.

## Kötetei
- Az elmélet küszöbén. Esszék; Kriterion, Bukarest, 1976 (Forrás)
- Ó, Anglia, Anglia ... Esszé az angol forradalomról; Kriterion, Bukarest, 1984 (Századunk)
- Transzcendens remény. A Limes-kör dokumentumai, 1985-1989; összeáll., jegyz. Molnár Gusztáv; Pallas-Akadémia, Csíkszereda, 2004 (Bibliotheca Transsylvanica, 32.)
- Alternatívák könyve 1-3.; Pro Philosophia, Kolozsvár, 2007-2014
- Beszélgetések Méliusz Józseffel. 1930-1939; riporter: Molnár Gusztáv; Korunk–Komp-Press, Kolozsvár, 2012